# Limonium rumicifolium
Limonium rumicifolium är en triftväxtart som först beskrevs av Eric R.Svensson Sventenius, och fick sitt nu gällande namn av Günther W.H. Kunkel och Per Øgle Sunding. Limonium rumicifolium ingår i släktet rispar, och familjen triftväxter. Inga underarter finns listade i Catalogue of Life.